# Pico Guacamaya (Aragua)
El pico Guacamaya (10°21′47″N 67°39′27″O / 10.3631, -67.6576) es una formación de montaña ubicada al norte de El Limón y al oeste de la Carretera Maracay-Choroní, Venezuela. A una altitud de 1803 m s. n. m. el pico Guacamaya es una de las montañas más elevadas del Parque nacional Henri Pittier en el Municipio Iragorry. El pico Guacamaya es parte de la fila montañosa que constituye el límite norte del municipio Iragorry con su vecino municipio Ocumare de la Costa de Oro.

## Ubicación
El pico Guacamaya se ubica en el corazón del parque nacional Henri Pittier y es parte de una fila montañosa que comparte con los prominentes pico La Mesa y Cerro Chimborazo. Hacia el Norte se continúa con el parque nacional Henri Pittier hasta terminar en el Mar Caribe por una pequeña bahía entre Uraco y Cuyagua.
Hacia el oeste colinda con una continua con la Estación Biológica Rancho Grande, Pico Periquito y la Fila El Aguacate. Más al este colinda con el Cerro Peñón Blanco, el sector los Chorros y la carretera Maracay-Choroní.

## Topografía
Las características topográficas del pico Guacamaya son clásicas de las filas y montañas del Parque Henri Pittier con una elevación larga y estrecha y los lados empinados. La vegetación se caracteriza por la mezcla de bosques caducos montañosos y selva nublada, selva nublada de transición y bosque de galería que acaban en el ecotono tropófilo, cardonal, y bosques semidesiduos que sustituyen los antiguos bosques secos destruidos por el hombre, principalmente por la quema de los cerros.
La vertiente norte del pico Guacamaya continúa con el Henri Pittier y acaba en un relieve fuertemente inclinado hacia la costa del Mar Caribe, disectado por una serie de ríos y quebradas que fluyen mayormente en dirección sur a norte y que desembocan en llanuras aluviales más o menos extensas, que a su vez forman bahías de una belleza característica del Henri Pittier en su contacto con el mar Caribe.
Desde el pico Guacamaya se alcanza acceso al Río Pañalito, la Quebrada Auyamita, Quebrada Matute, Quebrada Tahoma, Quebrada Manda, Quebrada Bramador y la Quebrada Uricaro.

## Fauna

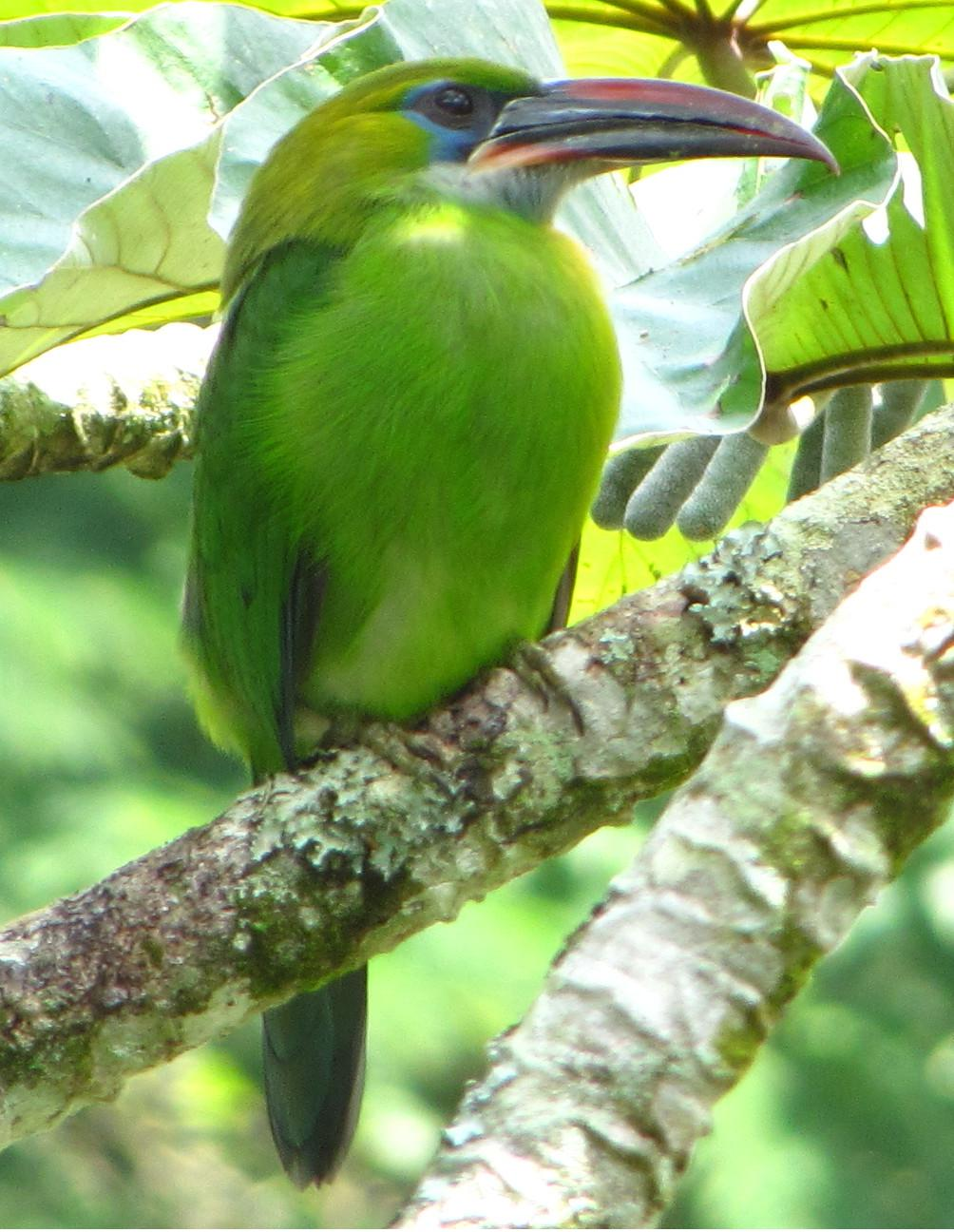
Tucanito verde (género Aulacorhynchus) a orillas de Racnho Grande en la falda Oeste del Pico Guacamaya.

El pico Guacamaya se encuentra ubicado en un monumental corte transversal en la cadena montañosa del Henri Pittier conocido como Paso de Portachuelo, considerado como una de las regiones de Venezuela más ricas en especies de aves, registrándose en sus linderos cerca del 40 % de las especies reportadas para Venezuela. Un importante número de especies migratorias de Norteamérica y especies del hemisferio austral atraviesan este cluse montañoso durante el solsticio de invierno y se dispersan por las montañas del sur del Henri Pittier, siendo fácilmente visibles por las lomas del pico Guacamaya en su viaje al interior del país y al sur del continente. Es también frecuente presenciar desplazamientos diarios y estacionales por las vertientes que rodean al pico Gucamaya de especies de aves residentes del Henri Pittier y sus colinas.
El impacto ambiental sobre el pico Guacamaya ha afectado el número abundante de aves característico del Henri Pittier, así como de mamíferos como la lapa, puercoespines, venados y roedores como el picure y diversas serpientes incluyendo las mapanares y otros reptiles que en el pasado abundaban en la región. También existe en las montañas una importante diversidad de especies de insectos, principalmente mariposas del género Morpho y ninfálidos, polillas de varias especies y arañas incluyendo la araña cazadora roja.

## Susceptibilidad
El pico Guacamaya, está en muy cercana proximidad al contacto humano por su gran adyacencia a El Limón y a la carretera Maracay-Choroní. Ello hace que se clasifique a unas 200 hectáreas de esta región como extrema susceptibilidad y otras 400 hectáreas hacia el noroeste como susceptibilidad moderada, donde la frecuencia de incendio es de una vez por año. Estas son áreas de máxima prioridad que requieren la mayor vigilancia y prevención, ya que el no control ocasionaría la intervención de las zonas vitales de la hidrología, fauna y bosque del parque nacional Henri Pittier.
En su continuación norte por el parque Henri Pittier hacia Rancho Grande, el pico Guacamaya conforma un sector montañoso entre 3500 y 4000 hectáreas que se clasifican dentro de una ocurrencia de incendio que es casi nula o con una frecuencia mayor de dos años entre incendios.